# Petre P. Carp
Petre P. Carp, comumente conhecido como P. P. Carp (Iaşi, 29 de junho de 1837 — Ţibăneşti, 19 de junho de 1919), foi um político conservador e crítico literário romeno. Ocupou o cargo de primeiro-ministro por dois períodos (19 de junho de 1900 a 27 de fevereiro de 1901 e de 14 de janeiro de 1911 a 10 de abril de 1912). Foi também líder do Partido Conservador entre 1907 e 1912.